# Comuna Drenje, Osijek-Baranja
Drenje este o comună în cantonul Osijek-Baranja, Croația, având o populație de 2.700 de locuitori (2011).

## Demografie
Componența etnică a comunei Drenje
     Croați (95,67%)
     Sârbi (2,11%)
     Necunoscut (0,22%)
     Neclasificat (1,63%)
Componența confesională a comunei Drenje
     Catolici (95,96%)
     Ortodocși (2,96%)
     Necunoscută (0,63%)
     Alte religii (0,44%)
Conform recensământului din 2011, comuna Drenje avea 2.700 de locuitori. Din punct de vedere etnic, majoritatea locuitorilor (95,67%) erau croați, cu o minoritate de sârbi (2,11%). Apartenența etnică nu este cunoscută în cazul a 0,22% din locuitori. Din punct de vedere confesional, majoritatea locuitorilor (95,96%) erau catolici, cu o minoritate de ortodocși (2,96%). Pentru 0,63% din locuitori nu este cunoscută apartenența confesională.